# Lomas Alegres 1ra. Sección
Lomas Alegres 1ra. Sección är en ort i Mexiko.   Den ligger i kommunen Tacotalpa och delstaten Tabasco, i den sydöstra delen av landet, 700 km öster om huvudstaden Mexico City. Lomas Alegres 1ra. Sección ligger 30 meter över havet och antalet invånare är 790.
Terrängen runt Lomas Alegres 1ra. Sección är platt åt nordost, men åt sydväst är den kuperad. Runt Lomas Alegres 1ra. Sección är det ganska tätbefolkat, med 56 invånare per kvadratkilometer. Närmaste större samhälle är Tacotalpa, 17,6 km väster om Lomas Alegres 1ra. Sección. Trakten runt Lomas Alegres 1ra. Sección består till största delen av jordbruksmark.